# تشارلز كالفين روجرز
تشارلز كالفين روجرز (بالإنجليزية: Charles Calvin Rogers) هو عسكري أمريكي، ولد في 6 سبتمبر 1929 في فيرجينيا الغربية في الولايات المتحدة، وتوفي في 21 سبتمبر 1990 في ألمانيا بسبب سرطان البروستاتا.